# Alcindo Assunção Teixeira
Alcindo Assunção Teixeira (Brasil, 1923 – Portugal, 1999), químico e farmacêutico, foi dirigente associativo do sector farmacêutico, tendo sido, desde 1968, diretor e tesoureiro do Grémio nacional das Farmácias, e integrado, a partir de julho de 1974, a Comissão Administrativa do Grémio, que viria a assegurar a transição para a atual Associação Nacional das Farmácias. Foi proprietário, de 1966 a 1999, da histórica e emblemática Farmácia Liberal, fundada em 1890, na esquina da Rua Rosa Araújo com a Avenida da Liberdade (Lisboa), deixando ao Museu da Farmácia, em testamento, todo o seu recheio, que, desde 2001, está em exposição patente ao público.

## Biografia
- nascido no Brasil em 1923, rumou a Portugal, licenciando-se em farmácia pela faculdade de farmácia da Universidade do Porto, em 1954; [1]
- membro da direção do Grémio nacional das Farmácias eleito em 1968, assumiu funções de tesoureiro entre 1971 e julho de 1974, data em que integrou a Comissão Administrativa do Grémio, que viria a assegurar a transição para a Associação Nacional das Farmácias. Em 1969, representou o organismo na Comissão técnica de novos medicamentos. [1][2]
- em 1966, sucedendo ao farmacêutico Adolfo Aníbal da Veiga Teixeira (falecido em 1965), torna-se proprietário e diretor técnico da histórica Farmácia Liberal, fundada em 11 de agosto de 1890 e estabelecida na esquina da Rua Rosa Araújo com a Avenida da Liberdade (Lisboa). [3] À sua morte, ocorrida em 1999, deixou ao Museu da Farmácia, em testamento, todo o seu recheio, que, desde 2001, está em exposição patente ao público. [1][4][5]

- a Farmácia Liberal era definida pelo Século Ilustrado (suplemento do jornal diário, matutino de Lisboa, O Século (Portugal)), a 14 de novembro de 1942, como: [4]

«uma das melhores farmácias da capital, devido às suas esplendidas instalações, ao seu magnífico sortido, à sua conhecida competência técnica e à correção com que atende a sua numerosa clientela.»
Como assinalou Paula Basso, diretora-adjunta do museu da farmácia, entrevistada, a 19 de setembro de 2016, no programa, da RTP (Rádio e Televisão de Portugal), de Paula Moura Pinheiro, "Visita Guiada - Museu da Farmácia. 
«é uma farmácia lisboeta e até bastante famosa na altura. Era Liberal porque aqui se reunia uma tertúlia, como era hábito no início do século XX, e discutiam aí as doutrinas políticas da época.»
- «a grande novidade desta Farmácia é ter um Laboratório associado, sendo que o medicamento é preparado unicamente nesse espaço.» [7] Laboratório, assim descrito pelo Museu da Farmácia: [4]

«No laboratório da farmácia, preparavam-se extratos e tinturas particularmente ativas e onde se aperfeiçoaram as novas formas farmacêuticas como as pílulas, as cápsulas ou hóstias medicamentosas, os comprimidos ou pastilhas comprimidas, as cápsulas gelatinosas, os granulados, os grânulos dosimétricos, os solutos injetáveis, os supositórios e óvulos, as pomadas e as águas mineromedicinais. 

Como especialidades farmacêuticas preparadas no seu laboratório distinguiam-se os produtos Liber como os Saes de Frutos entre outros e os produtos de beleza Salomé, como a Água-de-colónia e o Elixir, para além do famoso perfume Brisas do Rio.»
A importância de tal laboratório é também realçada por Paula Basso, no mencionado programa, da RTP, de 19 de setembro de 2016. (Rádio e Televisão de Portugal), de Paula Moura Pinheiro, "Visita Guiada - Museu da Farmácia. 